# Путі
Путі (груз. ფუთი) — село в Грузії.
За даними перепису населення 2014 року в селі проживає 1564 особи.